# ويل أوسبورن
ويل أوسبورن (بالإنجليزية: Will Osborne)‏ هو طبال ومغني أمريكي، ولد في 25 نوفمبر 1906 في كندا، وتوفي في 22 أكتوبر 1981 في لوس أنجلوس في الولايات المتحدة.

## وصلات خارجية
- ويل أوسبورن على موقع IMDb (الإنجليزية)
- ويل أوسبورن على موقع ميوزك برينز (الإنجليزية)
- ويل أوسبورن على موقع ديسكوغز (الإنجليزية)